# Ан-140
Ан-140  — регіональний вантажно-пасажирський авіалайнер, розроблений АНТК ім. Антонова. Призначений для пасажирських і змішаних вантажно-пасажирських перевезень на відстань до 3 700 кілометрів. Здійснив перший політ 17 вересня 1997. Крім основного виробництва у Харкові, літак до 2015 року збирався під ліцензією HESA (в Ірані під назвою «IR.AN-140» — всього було випущено 7 літаків). До 2015 року вироблявся також у Російській Федерації, проте внаслідок санкцій з боку України через агресію РФ 2014 року, програму було призупинено. Літак може перевозити до 52 пасажирів.

## Розробка

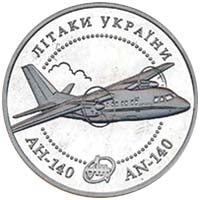
Монета 2004 р. номіналом 5 (нейзільбер) та 10 (срібло) грн.

У середині 1993 року в АНТК Антонова почалась розробка пасажирського літака для місцевих авіаліній Ан-140, який мав замінити морально застарілі літаки Ан-24, що перебували в експлуатації понад 30 років.
У червні 1997 року на авіаційному заводі у Харкові було завершено побудову першого дослідного зразка, 17 вересня 1997 літак здійснив перший політ. Льотні випробування було завершено у 1998 році.
Літак Ан-140 пройшов повний цикл сертифікаційних випробувань, до яких було залучено три льотні зразки й один для перевірки міцності конструкції на землі. Випробувальні польоти проводились у всіх кліматичних зонах за температур навколишнього середовища від −55°С до +45°С, а також на аеродромах, розташованих на висоті до 1700 метрів над рівнем моря.
У 2000 році літак отримав сертифікат типу. А 2001 року розпочався серійний випуск літаків та його регулярна експлуатація.
Передбачається модернізація низки систем літака Ан-140. Літак має бути оснащено «скляною кабіною».

## Конструкція

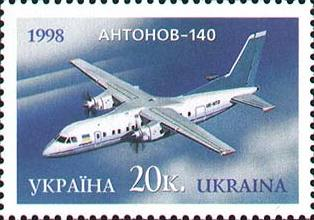
Марка 1998 р.

Літак є високопланом з класичним оперенням і двома турбогвинтовими двигунами ТВ3-117ВМА-СБМ1, встановленими на крилі. Допоміжна силова установка АІ9-3Б, розміщена у хвостовій частині фюзеляжу, забезпечує автономну експлуатацію літака на необладнаних аеродромах. У хвостовій частині фюзеляжу і під підлогою пасажирської кабіни розміщені багажно-вантажні відсіки загальним об'ємом 9,1 м³ і вантажністю 1,84 тонни. Об'єми багажно-вантажних відсіків у 1,3-1,5 раза більше, ніж в інших літаках аналогічного класу. На літаку в передній частині пасажирського салону передбачено можливість перевезення вантажів на спеціальних піддонах, за умови зняття крісел. Для цього з правого боку фюзеляжу розміщено вантажні двері, а підлогу підсилено. Шасі підвищеної прохідності з пневматиками низького тиску і високе розташування двигунів, що виключає пошкодження повітряних гвинтів і повітрозабірників сторонніми предметами під час злітання чи сідання, дозволяють експлуатувати літак на ґрунтових, галькових, льодових і засніжених аеродромах та майданчиках.
Пасажирський салон літака Ан-140 базової конфігурації розраховано на перевезення 52 пасажирів. Літак має основний багажний відсік об'ємом 6 м³, а для розміщення додаткових вантажів може бути використано додатковий багажний відсік об'ємом 3 м³, що розташований під підлогою вантажної кабіни. Інтер'єр літака містить зручні пасажирські крісла, шумопоглинальні панелі, системи індивідуальної вентиляції, багатоканальну аудіосистему, багажні полички оригінальної конструкції.

## Історія використання
11 жовтня 1999 здійснив перший політ перший серійний літак Ан-140 виробництва Харківського державного авіаційного підприємства.
Серійне виробництво літаків Ан-140 розгорнуто на ХДАВП (Харків), на підприємстві HESA (Ісфахан, Іран) і на ЗАТ «Авіакор — авіаційний завод» (Самара, Росія).
У травні 2011 Міністерство оборони Росії ухвалило рішення придбати 7 літаків АН-140 вантажної модифікації. Раніше самарське підприємство «Авіакор» повідомило, що пасажирську версію Ан-140-100 також було внесено до переліку державного оборонного замовлення Російської Федерації.

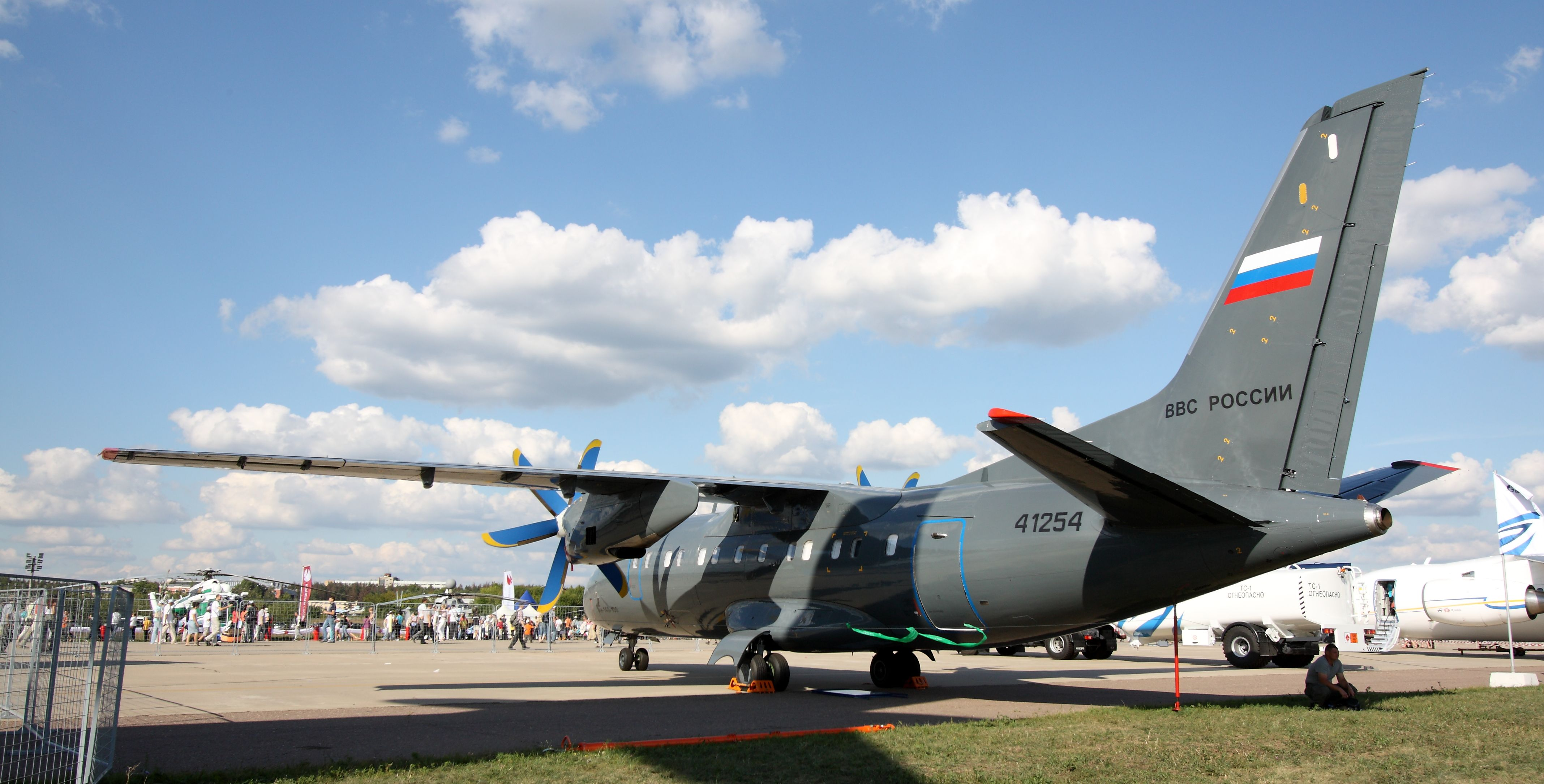
ВПС Російської Федерації

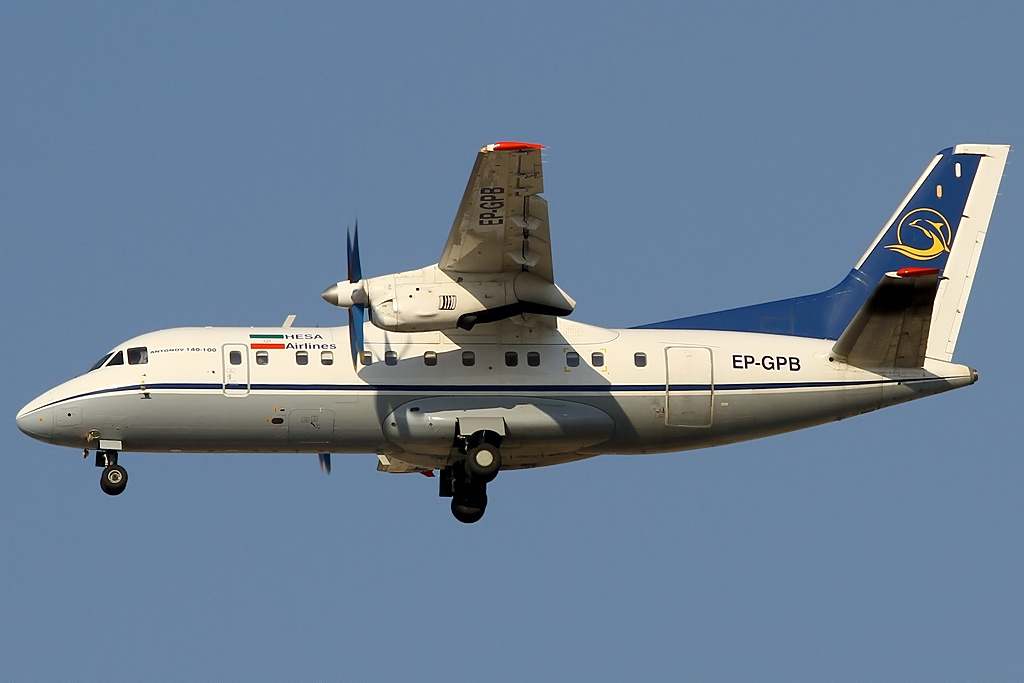
Авіалінії HESA

## Технічні характеристики
| Характеристика                                                  | Дані                            |
| Опис                                                            |                                 |
| Розробник                                                       | АНТК імені Антонова             |
| Позначення                                                      | Ан-140                          |
| Тип                                                             | регіональний пасажирський літак |
| Перший політ                                                    | 11 жовтня 1999                  |
| Екіпаж                                                          | 2 особи                         |
| Максимальна кількість місць                                     | 52                              |
| Геометричні та масові характеристики                            |                                 |
| Довжина                                                         | 22,605 см                       |
| Розмах крила                                                    | 25,505 см                       |
| Площа крила                                                     | 51 м²                           |
| Висота                                                          | 8,232 см                        |
| Максимальна злітна маса                                         | 21500 кг                        |
| Максимальне комерційне навантаження                             | 6000 кг                         |
| Максимальна заправка паливом                                    | 4370 кг                         |
| Силова установка                                                |                                 |
| Число двигунів                                                  | 2                               |
| Тип двигуна                                                     | ТГД ТВ3-117ВМА-СБМ1             |
| Потужність двигуна                                              | 1838 кВт (2500 к. с.)           |
| Час роботи на злітному режимі                                   | 5 хвилин                        |
| Час роботи на максимальному реверсі                             | 3 хвилини                       |
| Допоміжний двигун                                               | АІ9-3Б                          |
| Максимальна висота запуску                                      | 6000 м                          |
| Льотні дані                                                     |                                 |
| Крейсерська швидкість польоту                                   | 460-540 км/г                    |
| Крейсерська висота польоту                                      | 7600 м                          |
| Максимальна приладова швидкість                                 | 420 км/год                      |
| Максимальне приладове число М                                   | 0.5                             |
| Допустимий кут атаки із прибраними закрилками                   | 14 град                         |
| Дальність польоту з максимальним комерційним навантаженням      | 1380 км                         |
| Дальність польоту з 52 пасажирами                               | 2420 км                         |
| Дальність польоту з максимальним запасом палива і 43 пасажирами | 3050 км                         |
| Потрібна довжина злітної смуги                                  | 1495 м                          |

## Модифікації
На базі літака Ан-140 розроблено кілька нових модифікацій, серед яких:
- Ан-140-100 (пасажирський),
- Ан-140Т (вантажний),
- Ан-140ТК (конвертований вантажно-пасажирський),
- Ан-140 VIP (високої комфортності з підвищеною дальністю польоту).

## Авіатроща Ан-140 в Ірані
23 грудня 2002 року за лічені хвилини до приземлення в аеропорту Ісфагана зазнав катастрофи Ан-140 з бортовим номером UR 14003. З аеродрому Харківського державного авіаційно-виробничого підприємства до Ірану чартером летіла велика група українських і декілька російських фахівців, які допомагали організувати в цій країні складальне виробництво наших «Анів». Міжнародний контракт з Іраном вважали важливим проривом на ринок Центральної Азії для українського турбогвинтового регіонального літака, який міг випускатися в декількох варіантах, як пасажирському, так і вантажному. Причиною авіатрощі в горах вважають помилку (самовпевненість) досвідчених пілотів. У тій авіатрощі загинуло 44 людини, в тому числі шість членів екіпажу. На борту перебували керівники АНТК «Антонов» — заступник генерального директора Ярослав Голобородько та заступник головного конструктора Віктор Шишков, інші керівники українських та російських авіапідприємств, які розробляли й проводили Ан-140, провідні інженери та конструктори — цвіт авіабудування двох країн.

## Ресурси в Інтернет
- Сторінка Ан-140-100 на сайті Харківського державного авіаційного виробничого підприємства
- Сторінка Ан-140 на сайті ДП АНТОНОВ
- Сторінка Ан-140 на сайті ПАТ «Авіакор — авіаційний завод»
- Ан-140 на виставці Авіасвіт XXI [Архівовано 16 березня 2011 у Wayback Machine.] (Київ-Гостомель 2008)